# 帕卡德斯普林斯鎮區 (阿肯色州卡羅爾縣)
帕卡德斯普林斯鎮區（英語：Packard Springs Township）是位於美國阿肯色州卡羅爾縣的一個行政鎮區。

## 地方資料
根據2010年美國人口普查的數據，帕卡德斯普林斯鎮區的面積為92.48平方千米，當中陸地面積為84.85平方千米，而水域面積為7.63平方千米。當地共有人口735人，而人口密度為每平方千米7人。